# Malmkrog
Malmkrog és una pel·lícula romanesa dramàtica coproduïda internacionalment del 2020 i dirigida per Cristi Puiu.
Ambientada a la Transsilvània de finals del segle xx, a la mansió nevada d'un turó d'un alegre aristòcrata anomenat Nikolai (Frédéric Schulz-Richard), la pel·lícula segueix durant gairebé la totalitat dels seus 200 minuts una sèrie de sinuoses converses entre un grup de l'elit de la burgesia, entre elles l'esposa d'un general rus (Diana Sakalauskaité), una jove cristiana devota (Marina Palii), un noble franco-rus (Ugo Broussot) i una dona de mitjana edat (Agathe Bosch) la visió del món pessimista de la qual sembla encarnar l'essència del llibre de Solovyov.
Les converses sempre tornen a un tema central: si s'ha d'adoptar un enfocament no violent de l'organització de la societat (l'actitud de Tolstoi, que Soloviov detestava), o si s'ha d'abordar el deure de fer la guerra amb un esperit cristià ferventament compromès.
Es va mostrar a la secció Encounters del 70è Festival Internacional de Cinema de Berlín, on també va guanyar el premi al millor director.  Ha estat subtitulada al català.

## Repartiment
- Frédéric Schulz-Richard com a Nikolai
- Agathe Bosch com a Madeleine
- Marina Palii com a Olga
- Diana Sakalauskaité com a Ingrida
- Ugo Broussot com a Edouard
- István Téglás com a István
- Zoe Puiu com a Zoechka